# هيرويوكي ميازاوا
هيرويوكي ميازاوا (باليابانية: 宮沢大志) هو متزحلق ياباني، ولد في 12 أكتوبر 1991 في توكاماتشي في اليابان.

## وصلات خارجية
- هيرويوكي ميازاوا على موقع الاتحاد الدولي للتزلج (التزلج الريفي) (الإنجليزية)
- هيرويوكي ميازاوا على موقع أوليمبيديا (الإنجليزية)